# Apries
Apries (theo Herodotus), hay Wahibre Haibre (theo Diodorus), là một vị pharaon của Vương triều thứ 26 của Ai Cập cổ đại (cai trị: 589-570 TCN). Apries lên ngôi sau khi cha là Psamtik II mất. Ông đóng đô ở Sais, Ai Cập. Ông bị đại tướng Amasis giết chết và cướp ngôi vào khoảng năm 570 trước Công nguyên.
Ông được đánh đồng với Waphres của Manetho, người được ghi lại một cách chính xác là đã cai trị trong 19 năm. Apries còn được gọi là Hophra trong Jeremiah 44:30.
Apries thừa kế ngai vàng từ người cha của mình, pharaon Psamtik II, trong tháng 2 năm 589 trước Công nguyên Apries là một người tích cực xây dựng, ông đã cho xây dựng "bổ sung cho các đền thờ tại Athribis (Tell Atrib.), ốc đảo Bahariya, Memphis và Sais ". Trong năm thứ tư của vương triều mình, em gái của Apries, Ankhnesneferibre đã được chấp nhận là người vợ mới của Amun ở Thebes. Tuy nhiên, vương triều của Apries cũng đầy rẫy các vấn đề nội bộ. Năm 588 trước Công nguyên, vua Babylon Nebuchadrezzar đánh nước Do Thái, bao vây Jerusalem. Apries sai tướng đem quân tới Jerusalem, hợp sức với quân Do Thái chống giữ. Nebuchadrezzar đánh bại quân Ai Cập rồi phá hủy Jerusalem. Sau thất bại này Apries lại phải đối mặt với một cuộc binh biến của quân lính đồn Aswan có chiến lược quan trọng.
Sau khi dẹp được cuộc nổi dậy, Apries đưa quân tới Libya đánh quân xâm lấn từ bộ tộc Dōrieis (Hy Lạp). Quân Hy Lạp đánh quân Ai Cập bại tan tác Khi đội quân thất trận trở về, quân lính bản địa và lính đánh thuê nước ngoài trong quân đội Ai Cập quay sang đánh lẫn nhau. Dân Ai Cập mất lòng tin vào Apries và quay ra ủng hộ đại tướng Amasis, cận tướng cũ của Psamtik II từng chỉ huy Ai Cập đánh Nubia thắng lớn năm 592 trước Công nguyên. Amasis nhanh chóng xưng làm pharaon năm năm 570 trước Công nguyên. Apries chạy trốn khỏi Ai Cập và lánh nạn sang một nước khác. Năm 567 trước công nguyên, Apries cầu viện Babylon, được quân Babylon đưa về Ai Cập để đánh lại Amasis. Dường như Apries đã bị giết tại trận. Amasis do đó bảo đảm vương quyền của mình trên toàn Ai Cập và bây giờ là vị vua của Ai Cập. Amasis sai quân sĩ đưa thi hài Apries về Sais và an táng tử tế "với đầy đủ nghi thức quân sự". Amasis còn cưới con gái Apries là Chedebnitjerbone II để hợp thức hóa vương vị. Sử gia Hy Lạp Herodotos có viết tên vợ Apries là Nitetis (theo tiếng Hy Lạp), nhưng không tìm ra tư liệu đương thời nào ở Ai Cập nhắc đến bà này.